# Marcus Simms
Marcus Simms (Bowie, 18 dicembre 1997) è un giocatore di football americano statunitense che milita nel ruolo di wide receiver per i Seattle Seahawks della National Football League (NFL).

## Carriera

### Jacksonville Jaguars
Al college Simms giocò a football a West Virginia dal 2016 al 2018, venendo inserito nella seconda formazione ideale della Big Ten Conference nel 1997. Dopo non essere stato scelto nel Draft NFL 2019, l'11 luglio firmò un contratto triennale del valore di 1,775 milioni di dollari con i Jacksonville Jaguars. Il 31 agosto fu inserito in lista infortunati a causa di una commozione cerebrale. Il 22 novembre 2019 fu svincolato.

### Michigan Panthers
Dal 2022 al 2024 Simms giocò con i Michigan Panthers della United Football League di cui nell'ultima annata fu inserito nella formazione ideale della stagione. Complessivamente fece registrare 23 ricezioni per 426 yard e 3 touchdown.

### Seattle Seahawks
Il 23 luglio 2024 Simms firmò un contratto di un anno con i Seattle Seahawks. Il 7 agosto 2024 fu inserito in lista infortunati.